# Eswatini Posts and Telecommunications
Eswatini Posts and Telecommunications Corporation est l’opérateur public responsable du service postal en Eswatini, désigné pour remplir les obligations découlant de l'adhésion à la Convention de l'Union Postale Universelle. L'entreprise opère aussi dans le secteur des télécommunications au travers du département : EswatiniTelecom.

## Réglementation
Eswatini Post, alias EswatinipostPost est un département du Eswatini Posts et
Telecommunications Corporation, personne morale créée en vertu de la loi no 11 de 1923, entièrement détenue par le gouvernement.

## Activités
L'établissement postal est responsable de:
- collecte et livraison du courrier;
- transferts d'argent;
- services de comptoirs;
- services d'agence.